# Phare d'East Cape
Le phare d'East Cape est un phare situé sur East Cape, au nord de Gisborne, dans la région de Gisborne (île du Nord), en Nouvelle-Zélande.

## Histoire
Le phare , mis en service en 1900, a d'abord été installé sur une île au large. Mais à cause de l'érosion de la falaise et de divers incidents, la décision a été prise de le relocaliser sur le territoire. Il a été remis en service en décembre 1922. Le phare a d'abord utilisé une lampe à huile de paraffine jusqu'en 1954, puis par un générateur diesel. En 1971, le phare a été relié au réseau électrique. En 202 la balise a été équipée d'une lampe halogène au tungstène de 50 W;
En 2017, une zone de 70 hectares autour du phare est devenue une zone protégée.
Le phare a été entièrement automatisé en 1985 et les gardiens ont été retirés. Il est maintenant surveillé et géré depuis une salle de contrôle de la Maritime New Zealand (en) à Wellington.

## Description
Ce phare  est une tour cylindrique en fonte, avec une galerie et lanterne de 15 m de haut. Le phare est peint en blanc et le dôme de la lanterne est noire. Il émet, à une hauteur focale de 154 m, un éclat blanc par période de 10 secondes. Sa portée est de 19 milles nautiques (environ 35 km).
Identifiant : ARLHS : NZL-020 - Amirauté : K3932 - NGA : 4436 .
|           |
| East Cape |

|          |
| Le phare |

### Lien connexe
- Liste des phares de Nouvelle-Zélande